# Кренґі (Вишковський повіт)
Кренґі (пол. Kręgi) — село в Польщі, у гміні Сомянка Вишковського повіту Мазовецького воєводства.
Населення — 340 осіб (2011).
У 1975-1998 роках село належало до Остроленцького воєводства.

## Демографія
Демографічна структура станом на 31 березня 2011 року:
|          | Загалом | Допрацездатний вік | Працездатний вік | Постпрацездатний вік |
| -------- | ------- | ------------------ | ---------------- | -------------------- |
| Чоловіки | 156     | 31                 | 107              | 18                   |
| Жінки    | 184     | 38                 | 102              | 44                   |
| Разом    | 340     | 69                 | 209              | 62                   |